# Colt 1851 Navy
El  Colt Revolving Belt Pistol of Naval Caliber , (és a dir, calibre 36), tot i les aparences, és una arma d'avantcàrrega amb pany de percussió que va ser dissenyada per Samuel Colt entre 1847 i 1850 - l'any real d'introducció. Es va mantenir en producció fins a 1873, un cop es va haver popularitzat l'ús de revòlvers amb cartutxos metàl·lics. El nombre total d'unitats fabricades només va ser superat pels models Colt de butxaca de desenvolupament paral·lel, amb unes 250.000 unitats produïdes als Estats Units i unes 22.000 produïts a l'Armeria Colt de Londres.

## Història
La designació de Colt Navy li va ser aplicada pels col·leccionistes pel fet que als Estats Units, el gravat que portava el tambor representava la batalla Naval de Campeche lliurada el 16 maig 1843 entre l'Armada mexicana i la texana. Malgrat el seu nom, que ens fa pensar que va ser dissenyat per dotar a la Marina, va ser un dels revòlvers més utilitzats pels oficials de l'Exèrcit de terra.
Samuel Colt va ser el creador d'aquesta revolucionària arma per a la seva època,. El Colt 1851 Navy va reemplaçar el Colt 1843 i va romandre com a arma oficial de l'Exèrcit dels Estats Units fins a 1860, quan va ser reemplaçat pel revòlver Colt de doble acció (DA).
La popularitat del Colt 1851 Navy no es va limitar exclusivament al terreny militar. En pocs anys, molts dels ciutadans nord-americans van voler tenir una de les milers d'unitats fabricades per Colt. Aquest revòlver també va comptar amb un notable protagonisme en la conquesta del llunyà i salvatge Oest.

## Procediment de càrrega i dispar

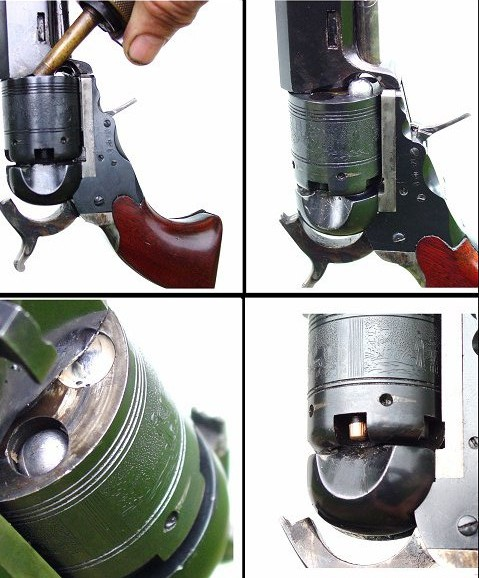
Procediment d'avantcàrrega

En un revòlver d'acció simple cal armar el gallet abans de disparar, fet que fa girar el tambor, alinea una cambra carregada amb el canó fent coincidir un pistó sota el martell.., llavors es pot disparar el gallet fent foc. Amb revòlvers de doble acció, simplement prement el disparador s'arma el gallet, es fa girar el tambor i es dispara l'arma.
Passos a seguir
1. Portar el martell fins a la primera posició, deixant-lo "mig-armat", permetent que el tambor giri per carregar-lo;
2. Omplir les cambres amb pólvora, deixant suficient espai per acomodar una bala, col·locar una bala a la boca de cambra amb la punta cap endavant.
3. Rotar la cambra sota la palanca de càrrega (si n'hi ha) fent-ne ús per empènyer amb força el projectil dins la boca de la cambra contra la columna de pólvora.
4. Col·locar els pistons sobre cada mugró a la part posterior de les cambres.
5. Girar el tambor si és necessari i tornar el martell a la posició de repos (tirar una mica cap enrere, premer el disparador i deixar anar el martell amb cura) posicionant el passador de seguretat, o
6. Portar el gallet totalment enrere preparat per disparar

## Galeria

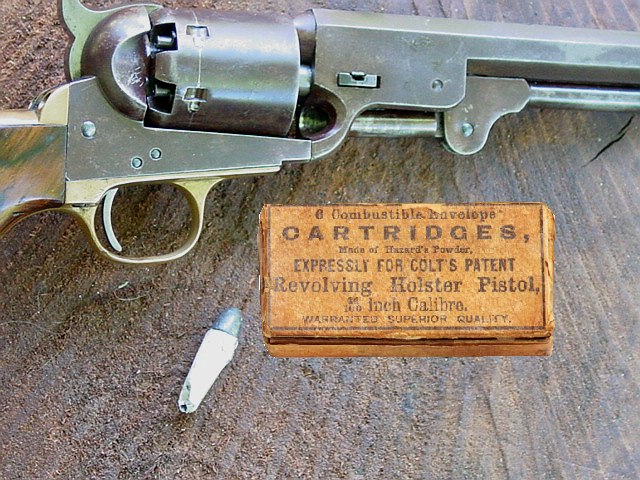
Cartutxos de paper combustible, una caixa de sis
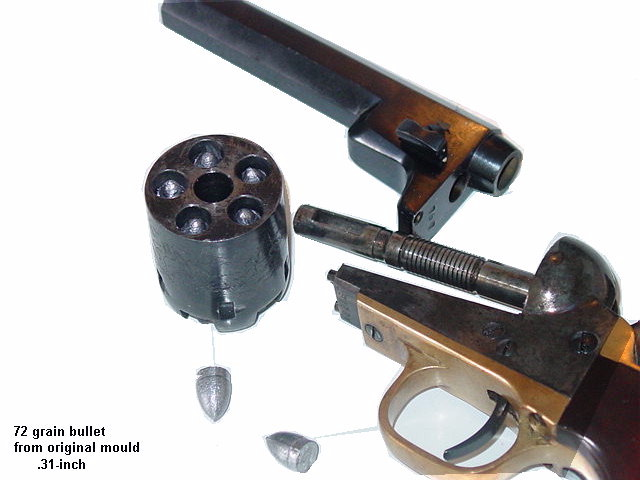
La palanca de cilindre servia per empènyer la bala en els models sense palanca de càrrega
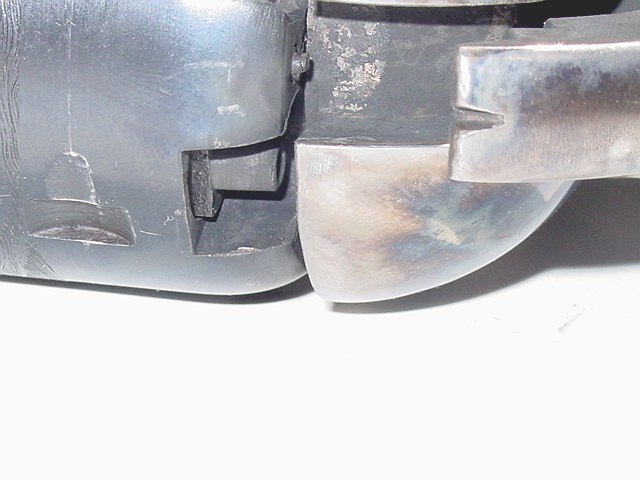
Passador de seguretat entre les cambres del tambor i el canó
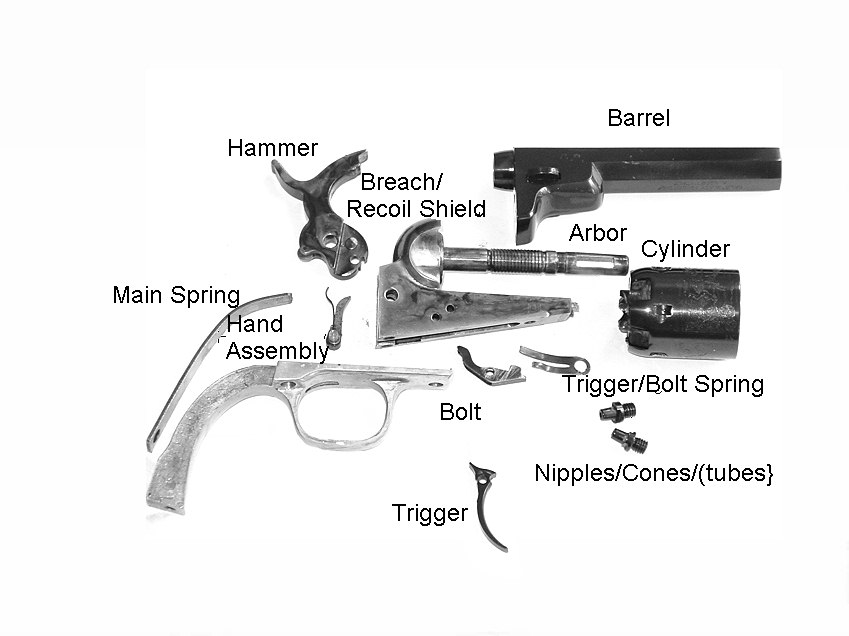
Revòlvers Colt Post-1850
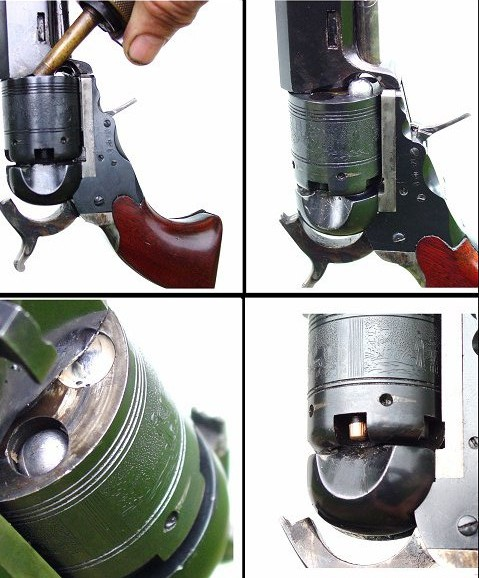
Seqüència de càrrega d'un revòlver amb percussió de pistó